# Tom Mix
Thomas Hezikiah Mix, detto Tom (Mix Run, 6 gennaio 1880 – Florence, 12 ottobre 1940), è stato un attore cinematografico e regista statunitense, protagonista dei primi film muti di genere western.

## Biografia
Nato con il nome di Thomas Hezikiah Mix, era figlio di un boscaiolo. Si arruolò in un'unità di artiglieria, ma fu dichiarato disertore nel 1902. Prima di intraprendere la carriera di attore, fece parecchi mestieri, dal cowboy al ranger del Texas, agli spettacoli del circo. Iniziò a interpretare dei film nel 1910 per la Selig, poi nel 1917 passò alla Fox e cominciò ad essere conosciuto dal pubblico. In molti film recitò con il suo fido cavallo Tony. Si ritirò nel 1935 dopo l'uscita del suo ultimo film, The Miracle Rider, che incassò oltre un milione di dollari.

### Rough Riders
Nell'aprile 1898, durante la guerra ispano-americana, sotto il nome di Thomas E. (Edwin) Mix, si arruolò nell'esercito. La sua unità però non fu mai mandata oltremare e lui si assentò senza permesso al tempo del suo primo matrimonio con Grace I. Allin. Dichiarato disertore il 4 novembre 1902, non subì però alcun processo.
Nel 1905, Mix cavalcò nella parata inaugurale del presidente Theodore Roosevelt. La parata era guidata da Seth Bullock alla testa di un corteo di cinquanta cavalieri che includeva un gruppo di Rough Riders. Anni dopo, gli uffici stampa hollywoodiani avrebbero pubblicizzato questo evento come se Mix avesse fatto parte anche lui del corpo dei volontari che avevano partecipato alla guerra di Cuba nel 1898.

### Vita privata
Il 18 luglio 1902, Mix si sposò con Grace I. Allin ma il loro matrimonio venne annullato l'anno seguente. Anche il secondo matrimonio con Kitty Jewel Perinne durò poco, circa un anno. La terza moglie fu Olive Stokes, sposata il 10 gennaio 1909. Il 13 luglio 1912, dalla coppia nacque una figlia, Ruth. Mix divorziò da Olive nel 1917 per sposare l'anno seguente l'attrice - e sua partner da anni - Victoria Forde. I due, nel 1922, ebbero una figlia, Thomasina. Divorziarono nel 1931.

L'ultima moglie di Mix fu Mabel Hubbell Ward: il matrimonio, celebrato nel 1932, durò fino al 1940, l'anno della morte di Tom Mix.

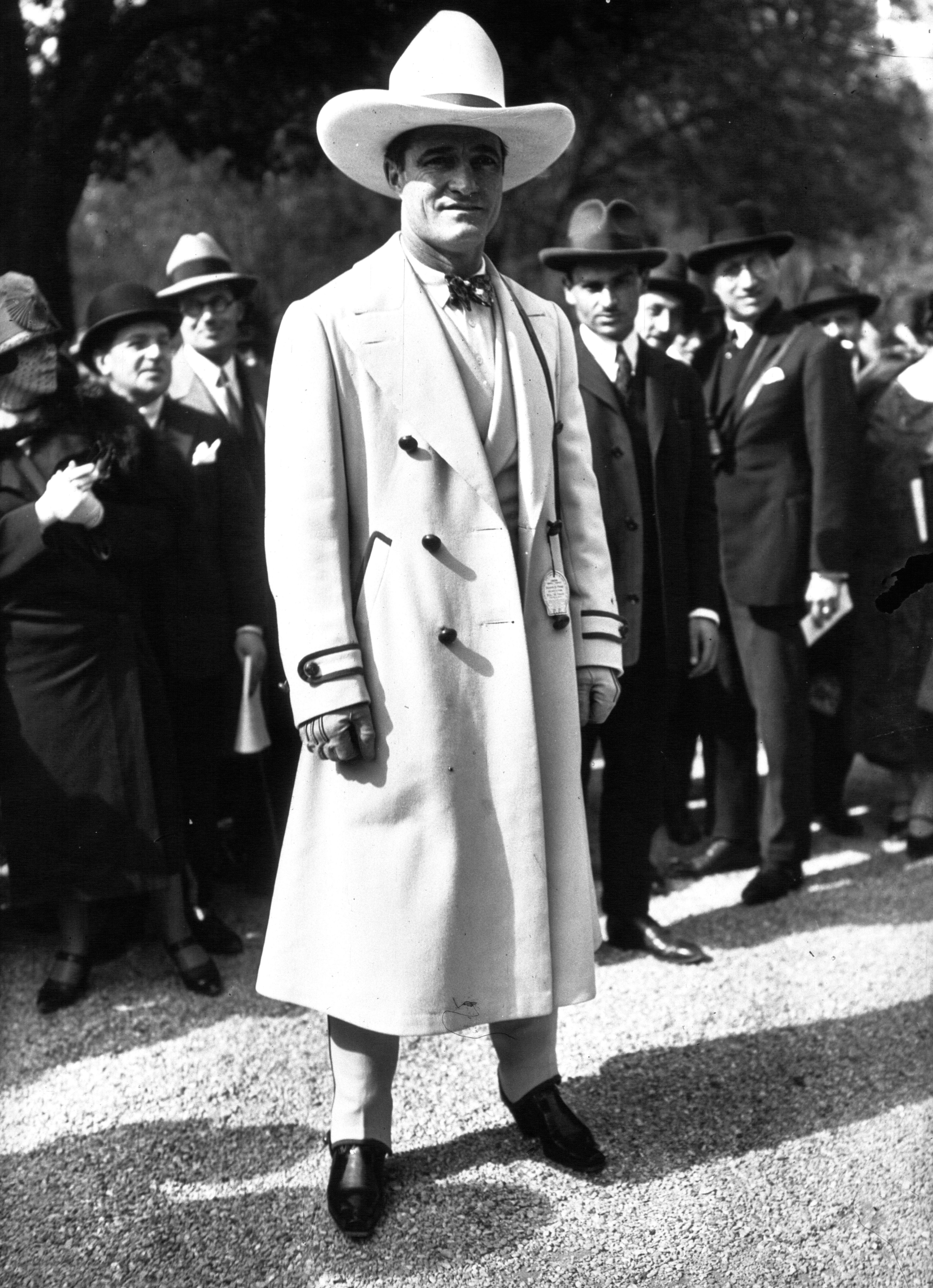
Tom Mix 1925

### Morte
Morì a 60 anni, nel 1940, in un incidente d'auto a Florence, in Arizona. Dopo il funerale alla Little Church of the Flowers, Tom Mix fu sepolto al Forest Lawn Memorial Park Cemetery di Glendale (California).

## Riconoscimenti
Per il suo contributo all'industria cinematografica, Tom Mix ha una stella sulla Hollywood Walk of Fame al 1708 di Vine Street.

## Filmografia
La filmografia è tratta da quella riportata su IMDb . Secondo l'Internet Movie Database, Mix ha interpretato 290 pellicole, ne ha dirette 113, ha firmato 84 sceneggiature e appare come produttore in 47 film; è stato anche supervisore e appare, a vario titolo, in numerosi film, documentari e filmati d'archivio.
La filmografia è parziale. Quando manca il nome del regista, questo non viene riportato nei titoli
1909 - 1910 - 1911 - 1912 - 1913 - 1914 - 1915 - 1916 - 1917 - 1918 - 1919 - 1920 - 1922 - 1923 - 1925 - 1926 - 1928 - 1929 - 1932 - 1933 - 1935

### Attore

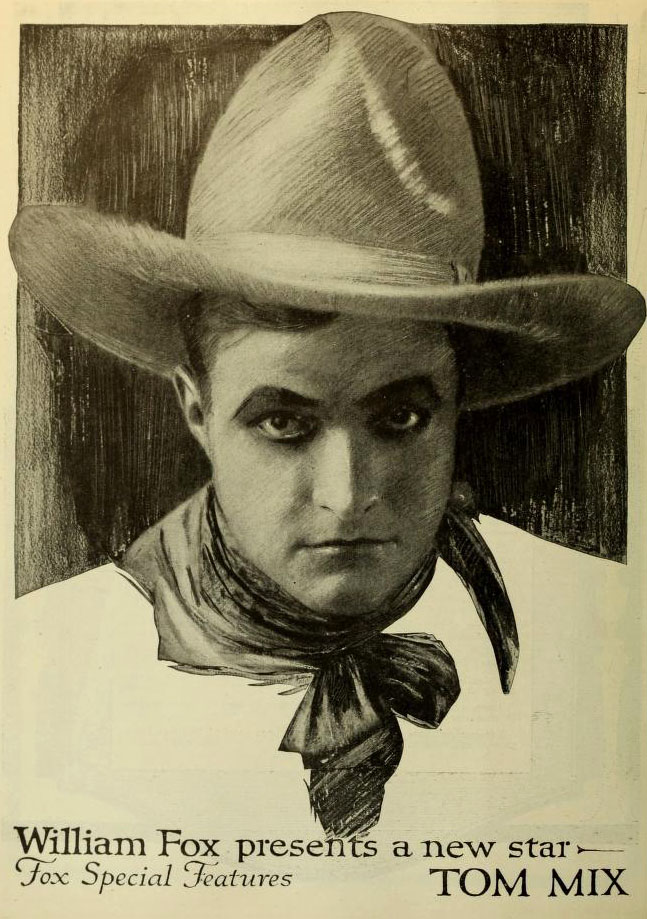
Pubblicità (1917)
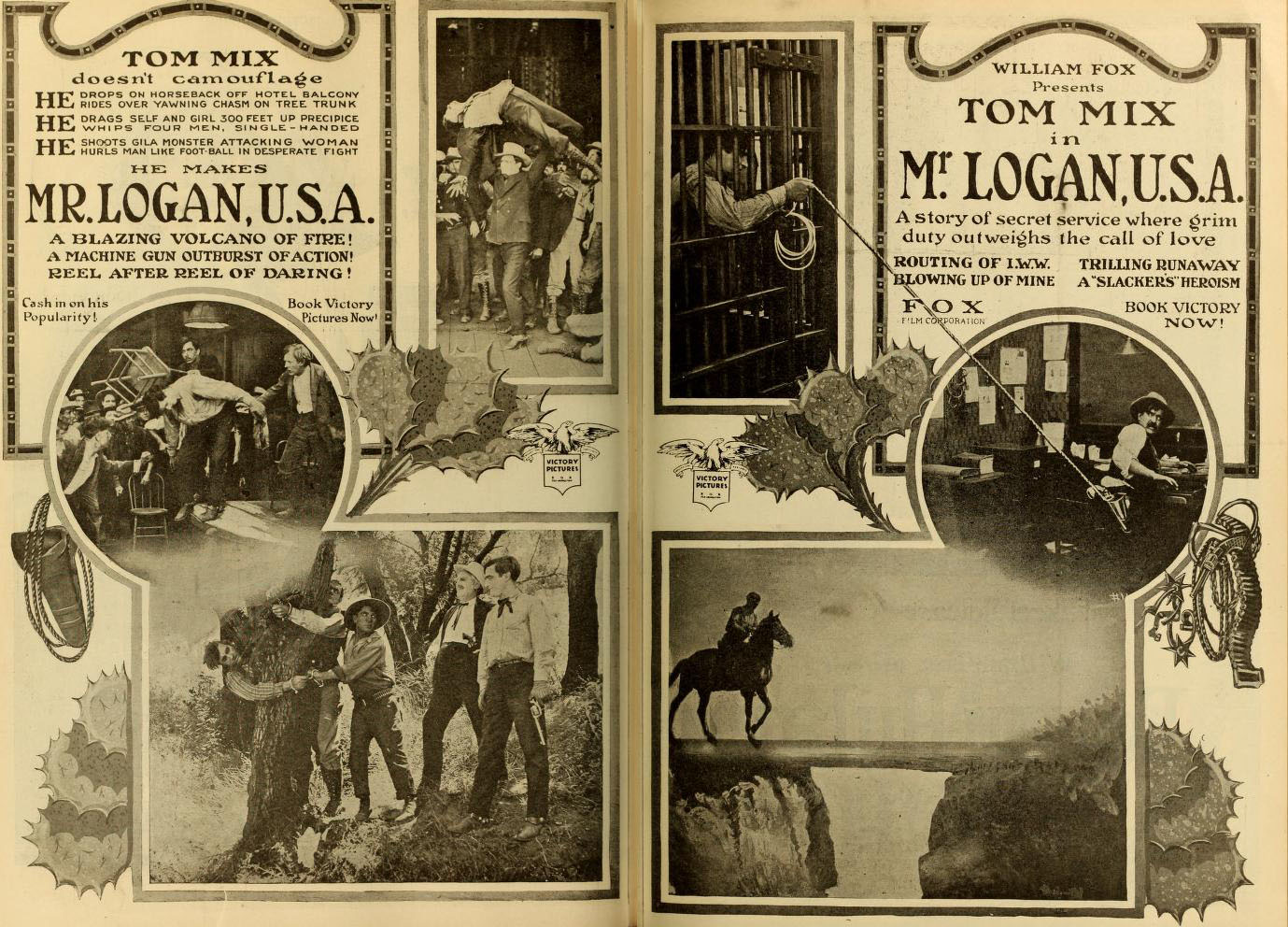
Mr. Logan, U.S.A. (1918)
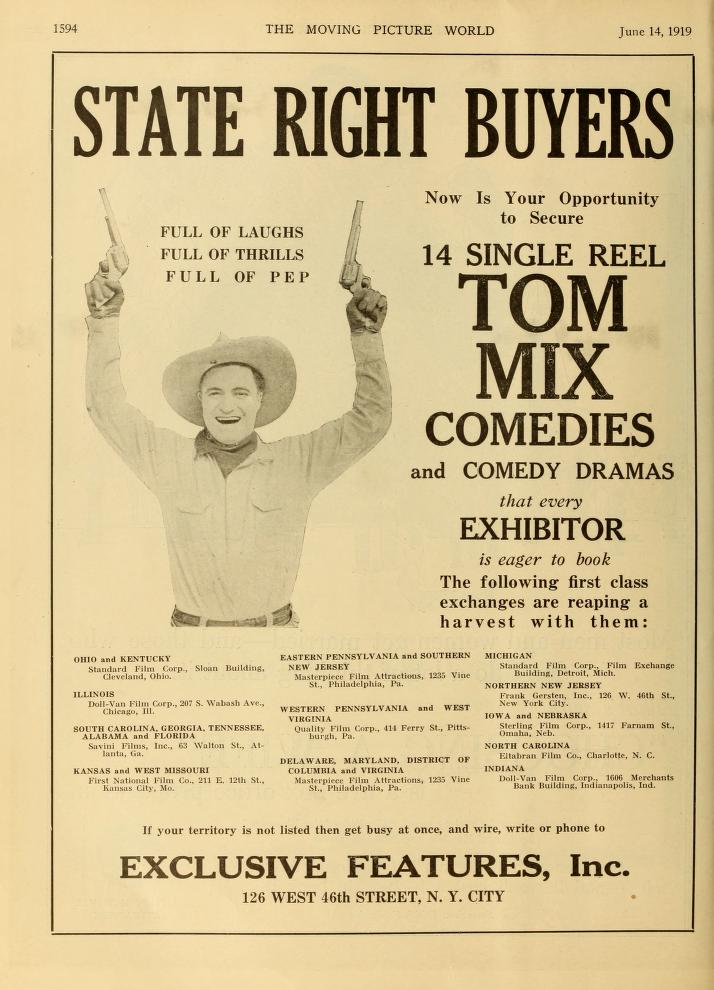
Pubblicità (1919)
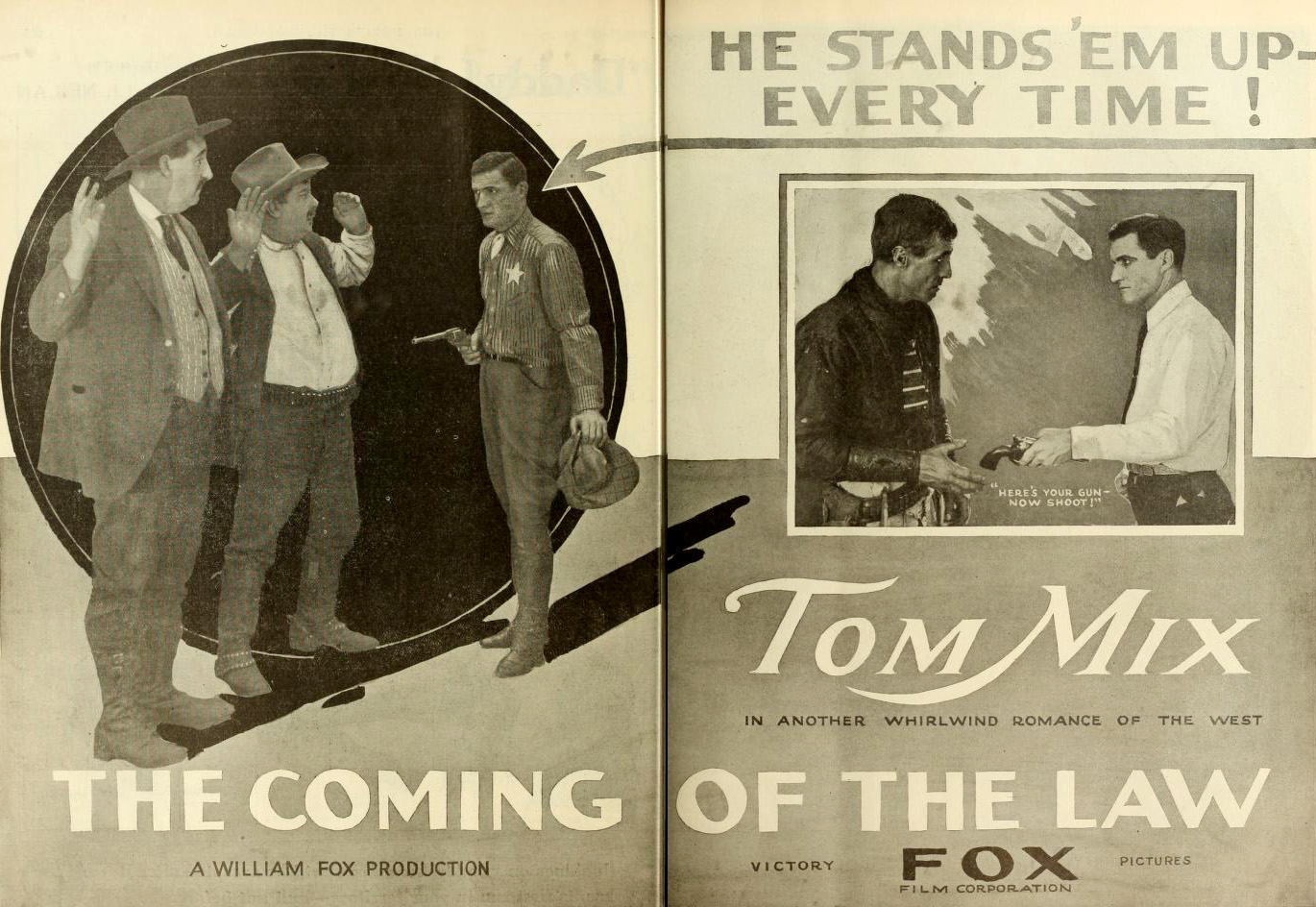
Pubblicità (1919)
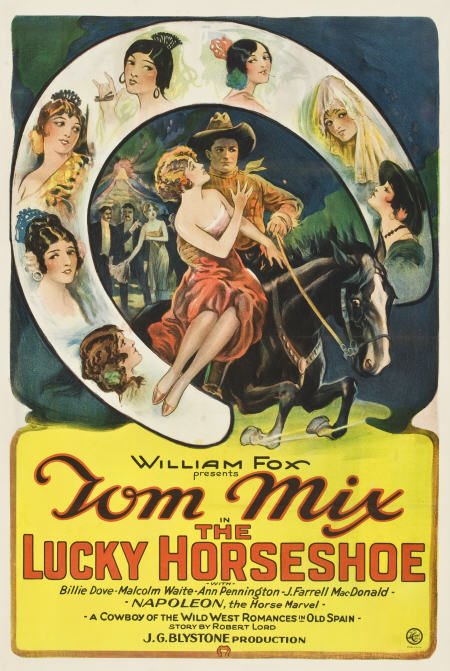

#### 1909
- The Cowboy Millionaire, regia di Francis Boggs e Otis Turner . cortometraggio (1909)
- Briton and Boer, regia di Francis Boggs - cortometraggio (1909)

#### 1910
- Taming Wild Animals, regia di Francis Boggs - cortometraggio (1910)
- Pride of the Range, regia di Francis Boggs - cortometraggio (1910)
- Trimming of Paradise Gulch, regia di Francis Boggs - cortometraggio (1910)
- The Range Riders, regia di Francis Boggs e Otis Turner - cortometraggio (1910)
- Go West, Young Woman, Go West - cortometraggio (1910)
- Ranch Life in the Great Southwest, regia di Francis Boggs - documentario, cortometraggio (1910)
- Lost in the Soudan, regia di Otis Turner - cortometraggio (1910)
- Two Boys in Blue, regia di Otis Turner - cortometraggio (1910)

#### 1911
- The Man from the East -  cortometraggio (1911)
- The Cowboy and the Shrew -  cortometraggio (1911)
- In Old California When the Gringos Came, regia di Francis Boggs - cortometraggio (1911)
- Back to the Primitive, regia di Francis Boggs e Otis Turner - cortometraggio (1911)
- The Rose of Old St. Augustine, regia di Otis Turner - cortometraggio (1911)
- Captain Kate, regia di Francis Boggs e Otis Turner - cortometraggio (1911)
- Saved by the Pony Express, regia di Francis Boggs - cortometraggio (1911)
- Life on the Border, regia di Otis Turner - cortometraggio (1911)
- Dad's Girls, regia di Otis Turner - cortometraggio (1911)
- Told in Colorado, regia di Joseph A. Golden - cortometraggio (1911)
- Why the Sheriff Is a Bachelor, regia di Joseph A. Golden e Tom Mix - cortometraggio (1911)
- Lost in the Jungle, regia di Otis Turner - cortometraggio (1911)
- Western Hearts, regia di Joseph A. Golden - cortometraggio (1911)
- The Telltale Knife, regia di William Duncan - cortometraggio (1911)
- A Romance of the Rio Grande, regia di Colin Campbell e Otis Thayer - cortometraggio (1911)
- The Bully of Bingo Gulch, regia di Otis Thayer - cortometraggio (1911)

#### 1912
- A Cowboy's Best Girl, regia di Otis Thayer - cortometraggio (1912)
- The Scapegoat, regia Otis Thayer - cortometraggio (1912)
- The 'Diamond S' Ranch, regia di Otis Thayer - cortometraggio (1912)
- Outlaw Reward - cortometraggio (1912)

#### 1913
- The Range Law, regia di William Duncan - cortometraggio (1913)
- Juggling with Fate, regia di William Duncan - cortometraggio (1913)
- The Sheriff of Yavapai County, regia di William Duncan - cortometraggio (1913)
- The Life Timer, regia di William Duncan - cortometraggio (1913)
- The Shotgun Man and the Stage Driver, regia di William Duncan - cortometraggio (1913)
- That Mail Order Suit, regia di William Duncan  - cortometraggio (1913)
- His Father's Deputy, regia di William Duncan - cortometraggio (1913)
- Religion and Gun Practice, regia di William Duncan - cortometraggio (1913)
- The Law and the Outlaw, regia di William Duncan - cortometraggio (1913)
- The Only Chance, regia di William Duncan - cortometraggio (1913)
- Taming a Tenderfoot, regia di William Duncan - cortometraggio (1913)
- The Marshal's Capture, regia di William Duncan - cortometraggio (1913)
- Sallie's Sure Shot, regia di William Duncan - cortometraggio (1913)
- Made a Coward, regia di William Duncan - cortometraggio (1913)
- The Taming of Texas Pete, regia di William Duncan - cortometraggio (1913)
- The Stolen Moccasins, regia di William Duncan - cortometraggio (1913)
- An Apache's Gratitude, regia di William Duncan - cortometraggio (1913)
- The Good Indian, regia di William Duncan - cortometraggio (1913)
- How Betty Made Good, regia di William Duncan - cortometraggio (1913)
- Howlin' Jones, regia di William Duncan - cortometraggio (1913)
- The Rejected Lover's Luck, regia di William Duncan - cortometraggio (1913)
- The Cattle Thief's Escape, regia di William Duncan - cortometraggio (1913)
- Saved from the Vigilantes, regia di William Duncan - cortometraggio (1913)
- The Silver Grindstone, regia di William Duncan - cortometraggio (1913)
- Dishwash Dick's Counterfeit, regia di William Duncan - cortometraggio (1913)
- A Muddle in Horse Thieves, regia di Tom Mix - cortometraggio (1913)
- The Schoolmarm's Shooting Match, regia di William Duncan - cortometraggio (1913)
- The Sheriff and the Rustler, regia di William Duncan - cortometraggio (1913)
- The Child of the Prairies, regia di William Duncan - cortometraggio (1913)
- The Escape of Jim Dolan, regia di William Duncan - cortometraggio (1913)
- Cupid in the Cow Camp, regia di William Duncan - cortometraggio (1913)
- Physical Culture on the Quarter Circle V Bar, regia di William Duncan - cortometraggio (1913)
- Buster's Little Game, regia di William Duncan - cortometraggio (1913)
- Mother Love vs Gold, regia di William Duncan - cortometraggio (1913)

#### 1914
- By Unseen Hand, regia di William Duncan - cortometraggio (1914)
- A Friend in Need, regia di William Duncan - cortometraggio (1914)
- Anni pericolosi (The Little Sister), regia di William Duncan - cortometraggio (1914)
- The Sheep Runners, regia di Marshall Farnum - cortometraggio (1914)
- In Defiance of the Law, regia di Colin Campbell - cortometraggio (1914)
- The Wilderness Mail, regia di Colin Campbell - cortometraggio (1914)
- When the Cook Fell Ill, regia di Colin Campbell - cortometraggio (1914)
- Etienne of the Glad Heart, regia di Colin Campbell - cortometraggio (1914)
- Willie, regia di Colin Campbell - cortometraggio (1914)
- The White Mouse, regia di Colin Campbell - cortometraggio (1914)
- Chip of the Flying U, regia di Colin Campbell - cortometraggio (1914)
- When the West Was Young, regia di Colin Campbell - cortometraggio (1914)
- The Real Thing in Cowboys, regia di Tom Mix - cortometraggio (194)
- The Moving Picture Cowboy, regia di Tom Mix - cortometraggio (1914)
- The Way of the Redman, regia di Tom Mix - cortometraggio (1914)
- The Mexican, regia di Tom Mix - cortometraggio (1914)
- Jimmy Hayes and Muriel, regia di Tom Mix - cortometraggio (1914)
- Why the Sheriff Is a Bachelor, regia di Tom Mix - cortometraggio (1914)
- The Telltale Knife, regia di Tom Mix - cortometraggio (1914)
- The Ranger's Romance, regia di Tom Mix - cortometraggio (1914)
- The Sheriff's Reward, regia di Tom Mix - cortometraggio (1914)
- The Scapegoat, regia di Tom Mix - cortometraggio (1914)
- Il cacciatore di bisonti (In the Days of the Thundering Herd), regia di Colin Campbell e Francis J. Grandon - mediometraggio (1914)
- The Rival Stage Lines, regia di Tom Mix - cortometraggio (1914)
- Saved by a Watch, regia di Tom Mix - cortometraggio (1914)
- The Man from the East, regia di Tom Mix - cortometraggio (1914)
- Cactus Jake, Heart-Breaker, regia di Tom Mix - cortometraggio (1914)
- Finish - cortometraggio (1914)

#### 1915
- Harold's Bad Man, regia di Tom Mix - cortometraggio (1915)
- Cactus Jim's Shop Girl, regia di Tom Mix - cortometraggio (1915)
- The Grizzly Gulch Chariot Race, regia di Tom Mix - cortometraggio (1915)
- Forked Trails, regia di Tom Mix - cortometraggio (1915)
- Roping a Bride, regia di Tom Mix - cortometraggio (1915)
- Bill Haywood, Producer, regia di Tom Mix - cortometraggio (1915)
- Slim Higgins, regia di Tom Mix - cortometraggio (1915)
- A Child of the Prairie, regia di Tom Mix - cortometraggio (1915)
- The Man from Texas, regia di Tom Mix (non accreditato) (1915)
- The Stagecoach Driver and the Girl, regia di Tom Mix - cortometraggio (1915)
- Sage Brush Tom, regia di Tom Mix - cortometraggio (1915)
- The Outlaw's Bride, regia di Tom Mix - cortometraggio (1915)
- Ma's Girls, regia di Tom Mix - cortometraggio (1915)
- The Legal Light, regia di Tom Mix - cortometraggio (1915)
- Getting a Start in Life, regia di Tom Mixs - cortometraggio (1915)
- Mrs. Murphy's Cooks, regia di Tom Mix - cortometraggio (1915)
- The Conversion of Smiling Tom, regia di Tom Mix - cortometraggio (1915)
- An Arizona Wooing, regia di Tom Mix - cortometraggio (1915)
- A Matrimonial Boomerang, regia di Tom Mix - cortometraggio (1915)
- Pals in Blue, regia di Tom Mix - cortometraggio (1915)
- Saved by Her Horse, regia di Tom Mix - cortometraggio (1915)
- The Heart of the Sheriff, regia di Tom Mix - cortometraggio (1915)
- With the Aid of the Law, regia di Tom Mix - cortometraggio (1915)
- Foreman of Bar Z Ranch, regia di Tom Mix  - cortometraggio(1915)
- Never Again, regia di Tom Mix - cortometraggio (1915)
- How Weary Went Wooing, regia di Tom Mix - cortometraggio (1915)
- The Range Girl and the Cowboy, regia di Tom Mix - cortometraggio (1915)
- The Auction Sale of Run-Down Ranch, regia di Tom Mix - cortometraggio (1915)
- Her Slight Mistake, regia di Tom Mix - cortometraggio (1915)
- The Girl and the Mail Bag, regia di Tom Mix - cortometraggio (1915)
- The Foreman's Choice, regia di Tom Mix - cortometraggio (1915)
- The Brave Deserve the Fair, regia di Tom Mix - cortometraggio (1915)
- The Stagecoach Guard, regia di Tom Mix - cortometraggio (1915)
- The Race for a Gold Mine, regia di Tom Mix - cortometraggio (1915)
- Athletic Ambitions, regia di Tom Mix - cortometraggio (1915)
- The Chef at Circle G, regia di Tom Mix - cortometraggio (1915)
- The Tenderfoot's Triumph, regia di Tom Mix - cortometraggio (1915)
- The Impersonation of Tom, regia di Tom Mix - cortometraggio (1915)
- On the Eagle Trail, regia di Tom Mix - cortometraggio (1915)
- The Lone Cowboy, regia di Raoul Walsh (1915)
- The Man Hunt!, regia di Tom Mix - cortometraggio (1915)

#### 1916
- The Way of the Redman, regia di Tom Mix (1916)
- In the Days of Daring - cortometraggio (1916)
- A Mix-Up in Movies, regia di Tom Mix - cortometraggio (1916)
- Making Good, regia di Tom Mix - cortometraggio (1916)
- The Passing of Pete, regia di Tom Mix - cortometraggio (1916)
- Along the Border, regia di Tom Mix - cortometraggio (1916)
- Too Many Chefs, regia di Tom Mix - cortometraggio (1916)
- The Man Within, regia di Tom Mix - cortometraggio (1916)
- 5,000 Dollar Elopement (o Five Thousand-Dollar Elopement), regia di Tom Mix - cortometraggio (1916)
- $5,000 Reward, regia di Tom Mix (1916)
- Crooked Trails, regia di Tom Mix - cortometraggio (1916)
- Going West to Make Good, regia di Tom Mix - cortometraggio (1916)
- The Cowpuncher's Peril, regia di Tom Mix - cortometraggio (1916)
- Taking a Chance, regia di Tom Mix - cortometraggio (1916)
- The Girl of Gold Gulch, regia di Tom Mix - cortometraggio (1916)
- Some Duel, regia di Tom Mix - cortometraggio (1916)
- Legal Advice, regia di Tom Mix - cortometraggio (1916)
- Shooting Up the Movies, regia di Tom Mix - cortometraggio (1916)
- Local Color on the A-1 Ranch, regia di Tom Mix - cortometraggio (1916)
- An Angelic Attitude, regia di Tom Mix - cortometraggio (1916)
- A Western Masquerade, regia di Tom Mix - cortometraggio (1916)
- A Bear of a Story, regia di Tom Mix - cortometraggio (1916)
- Roping a Sweetheart, regia di Tom Mix - cortometraggio (1916)
- Tom's Strategy, regia di Tom Mix - cortometraggio (1916)
- The Taming of Grouchy Bill, regia di Tom Mix - cortometraggio (1916)
- The Pony Express Rider, regia di Tom Mix - cortometraggio (1916)
- A Corner in Water, regia di Tom Mix - cortometraggio (1916)
- The Raiders, regia di Tom Mix - cortometraggio (1916)
- The Canby Hill Outlaws, regia di Tom Mix - cortometraggio (1916)
- A Mistake in Rustlers, regia di Tom Mix - cortometraggio (1916)
- An Eventful Evening, regia di Tom Mix - cortometraggio (1916)
- A Close Call, regia di Tom Mix - cortometraggio (1916)
- Tom's Sacrifice, regia di Tom Mix - cortometraggio (1916)
- The Sheriff's Blunder, regia di Tom Mix - cortometraggio (1916)
- Mistakes Will Happen, regia di Tom Mix - cortometraggio (1916)
- Twisted Trails, regia di Tom Mix - cortometraggio (1916)
- The Golden Thought, regia di Tom Mix - cortometraggio (1916)

#### 1917
- Starring in Western Stuff - cortometraggio (1917)
- The Luck That Jealousy Brought, regia di Tom Mix - cortometraggio (1917)
- Delayed in Transit, regia di E.A. Martin - cortometraggio (1917)
- The Heart of Texas Ryan, regia di E.A. Martin (1917)
- The Saddle Girth, regia di E.A. Martin e Tom Mix - cortometraggio (1917)
- Knight of the Saddle - cortometraggio (1917)
- Movie Stunts by Tom Mix - cortometraggio (1917)
- Hearts and Saddles, regia di Robert Eddy e Tom Mix (1917)
- A Roman Cowboy, regia di Tom Mix (1917)
- Six Cylinder Love, regia di Tom Mix (1917)
- A Soft Tenderfoot, regia di Tom Mix (1917)
- Durand of the Bad Lands, regia di Richard Stanton (1917)
- Tom and Jerry, regia di Tom Mix (1917)
- The Rustler's Vindication - cortometraggio (1917)
- The Law North of 65, regia di Colin Campbell - cortometraggio (1917)

#### 1918
- Cupid's Roundup, regia di Edward LeSaint  (1918)
- Six Shooter Andy, regia di Sidney Franklin (1918)
- Western Blood, regia di Lynn Reynolds (1918)
- Ace High, regia di Lynn Reynolds (1918)
- Who's Your Father?, regia di Tom Mix (1918)
- Mr. Logan, U.S.A., regia di Lynn F. Reynolds (1918)
- Fame and Fortune, regia di Lynn F. Reynolds (1918)

#### 1919
- Treat 'Em Rough (o The Two-Gun Man), regia di Lynn Reynolds (1919)
- Hell-Roarin' Reform, regia di Edward J. LeSaint (1919)
- Fighting for Gold, regia di E. J. Le Saint (1919)
- The Coming of the Law, regia di Arthur Rosson (1919)
- The Wilderness Trail, regia di Edward J. Le Saint (1919)
- Il romanzo dell'infaticabile cavaliere (Rough-Riding Romance), regia di Arthur Rosson (1919)
- The Speed Maniac, regia di Edward J. Le Saint (1919)
- The Feud, regia di Edward LeSaint (1919)

#### 1920
- The Cyclone, regia di Clifford Smith (1920)
- L'infernale (The Daredevil), regia di Tom Mix (1920)
- Desert Love, regia di Jacques Jaccard (1920)
- The Terror, regia di Jacques Jaccard (1920)
- Days of Daring, regia di Tom Mix (1920)
- Tre dollari d'oro (3 Gold Coins), regia di Clifford Smith (1920)
- The Untamed, regia di Emmett J. Flynn (1920)
- The Texan, regia di Lynn Reynolds (1920)
- Prairie Trails

#### 1921
- The Road Demon
- Hands Off
- Avvoltoi della foresta (A Ridin' Romeo), regia di George Marshall (1921)
- The Big Town Round-Up, regia di Lynn Reynolds (1921)
- After Your Own Heart
- The Night Horsemen
- The Rough Diamond
- Trailin'

#### 1922
- Sky High, regia di Lynn Reynolds (1922)
- Chasing the Moon, regia di Edward Sedgwick (1922)
- Up and Going
- The Fighting Streak
- For Big Stakes
- Just Tony
- Do and Dare
- Tom Mix in Arabia
- Catch My Smoke

#### 1923
- Romance Land
- Tre salti in avanti (Three Jumps Ahead), regia di John Ford (1923)
- Stepping Fast
- Soft Boiled
- The Lone Star Ranger, regia di Lambert Hillyer (1923)
- Mile-a-Minute Romeo
- A Nord di Hudson Bay
- Eyes of the Forest

#### 1924
- Ladies to Board
- The Trouble Shooter
- The Heart Buster
- The Last of the Duanes, regia di Lynn Reynolds (1924)
- Oh, You Tony!
- Teeth
- The Deadwood Coach

#### 1925
- Dick Turpin, regia di J.G. Blystone (John G. Blystone) (1925)
- Riders of the Purple Sage, regia di Lynn Reynolds (1925)
- Pals in Blue
- The Rainbow Trail, regia di Lynn Reynolds (1925)
- The Lucky Horseshoe, regia di John G. Blystone (1925)
- The Everlasting Whisper
- The Best Bad Man, regia di J.G. Blystone (John G. Blystone) (1925)
- A Child of the Prairie, regia di Tom Mix (1925)

#### 1926
- The Yankee Señor
- My Own Pal
- Tony Runs Wild
- Hard Boiled, regia di J.G. Blystone (John G. Blystone) (1926)
- No Man's Gold, regia di Lew Seiler (1926)
- The Great K & A Train Robbery, regia di Lewis Seiler (1926)
- The Canyon of Light, regia di Benjamin Stoloff (1926)

#### 1927
- The Last Trail, regia di Lewis Seiler (1927)
- The Broncho Twister
- Outlaws of Red River
- The Circus Ace
- Tumbling River
- Silver Valley, regia di Benjamin Stoloff (1927)
- The Arizona Wildcat, regia di R. William Neill (Roy William Neill) (1927)

#### 1928
- Hollywood Today No. 4 (1928)
- Daredevil's Reward, regia di Eugene Forde (1928)
- A Horseman of the Plains, regia di Benjamin Stoloff (1928)
- Hello Cheyenne, regia di Eugene Forde (1928)
- Tom Mix alla riscossa (Painted Post), regia di Eugene Forde (1928)
- The Son of the Golden West, regia di Eugene Forde (1928)
- King Cowboy, regia di Robert De Lacey (1928)

#### 1929
- Outlawed, regia di Eugene Forde (1929)
- The Drifter, regia di Robert De Lacey (1929)
- Il diamante del reggente (The Big Diamond Robbery), regia di Eugene Forde (1929)

#### 1932
- The Cohens and Kellys in Hollywood
- Il re del Far West (Destry Rides Again), regia di Benjamin Stoloff (1932)
- La galoppata della disperazione (The Rider of Death Valley), regia di Albert S. Rogell (1932)
- The Texas Bad Man, regia di Edward Laemmle (1932)
- Tom Mix alla riscossa (My Pal, the King), regia di Kurt Neumann (1932)
- The Fourth Horseman, regia di Hamilton MacFadden (1932)
- Hidden Gold, regia di Arthur Rosson (1932)
- Pistole fiammeggianti (Destry Rides Again), regia di Arthur Rosson (1932)

#### 1933
- Il sentiero del terrore (Terror Trail), regia di Armand Schaefer (1933)
- Mani in alto! (Rustlers' Roundup), regia di Henry MacRae (1933)
- The Miracle Rider

#### 1935
- Rodeo Dough
- The Miracle Rider serial, regia di B. Reeves Eason e Armand Schaefer  (1935)

### Regista (parziale)
- Mr. Mix at the Mardi Gras - cortometraggio (1910)
- Why the Sheriff Is a Bachelor, co-regia di Joseph A. Golden, cortometraggio (1911)
- A Muddle in Horse Thieves - cortometraggio (1913)
- The Real Thing in Cowboys - cortometraggio (194)
- The Moving Picture Cowboy - cortometraggio (1914)
- The Way of the Redman - cortometraggio (1914)
- The Mexican - cortometraggio (1914)
- Jimmy Hayes and Muriel - cortometraggio (1914)
- Why the Sheriff Is a Bachelor - cortometraggio (1914)
- The Telltale Knife - cortometraggio (1914)
- The Ranger's Romance - cortometraggio (1914)
- The Sheriff's Reward - cortometraggio (1914)
- The Scapegoat - cortometraggio (1914)
- The Rival Stage Lines - cortometraggio (1914)
- Saved by a Watch, regia di Tom Mix - cortometraggio (1914)
- The Man from the East - cortometraggio (1914)
- Cactus Jake, Heart-Breaker - cortometraggio (1914)
- A Militant School Ma'am - cortometraggio (1915)
- Harold's Bad Man - cortometraggio (1915)
- Cactus Jim's Shop Girl - cortometraggio (1915)
- The Grizzly Gulch Chariot Race - cortometraggio (1915)
- Forked Trails - cortometraggio (1915)
- Roping a Bride - cortometraggio (1915)
- Bill Haywood, Producer - cortometraggio (1915)
- Slim Higgins - cortometraggio (1915)
- A Child of the Prairie - cortometraggio (1915)
- The Man from Texas - cortometraggio (1915)
- The Stagecoach Driver and the Girl - cortometraggio (1915)
- Sage Brush Tom - cortometraggio (1915)
- The Outlaw's Bride - cortometraggio (1915)
- Ma's Girls - cortometraggio (1915)
- The Legal Light, regia di Tom Mix - cortometraggio (1915)
- Getting a Start in Life - cortometraggio (1915)
- Mrs. Murphy's Cooks - cortometraggio (1915)
- The Conversion of Smiling Tom - cortometraggio (1915)
- An Arizona Wooing - cortometraggio (1915)
- A Matrimonial Boomerang - cortometraggio (1915)
- Pals in Blue - cortometraggio (1915)
- Saved by Her Horse - cortometraggio (1915)
- The Heart of the Sheriff - cortometraggio (1915)
- With the Aid of the Law - cortometraggio (1915)
- Foreman of Bar Z Ranch - cortometraggio(1915)
- The Child, the Dog and the Villain - cortometraggio (1915)
- The Taking of Mustang Pete - cortometraggio (1915)
- The Gold Dust and the Squaw - cortometraggio (1915)
- A Lucky Deal - cortometraggio (1915)

- The Tenderfoot's Triumph - cortometraggio (1915)
- Bill Haywood, Producer - cortometraggio (1915)
- Never Again - cortometraggio (1915)
- How Weary Went Wooing - cortometraggio (1915)
- The Range Girl and the Cowboy - cortometraggio (1915)
- The Auction Sale of Run-Down Ranch - cortometraggio (1915)
- Her Slight Mistake - cortometraggio (1915)
- The Girl and the Mail Bag - cortometraggio (1915)
- The Foreman's Choice - cortometraggio (1915)
- The Brave Deserve the Fair - cortometraggio (1915)
- The Stagecoach Guard - cortometraggio (1915)
- The Race for a Gold Mine - cortometraggio (1915)
- Athletic Ambitions - cortometraggio (1915)
- The Chef at Circle G - cortometraggio (1915)
- The Tenderfoot's Triumph - cortometraggio (1915)
- The Impersonation of Tom - cortometraggio (1915)
- Bad Man Bobbs - cortometraggio (1915)
- On the Eagle Trail - cortometraggio (1915)
- The Man Hunt! - cortometraggio (1915)
- The Desert Calls Its Own - cortometraggio (1916)
- A Mix-Up in Movies - cortometraggio (1916)
- Making Good - cortometraggio (1916)
- The Passing of Pete - cortometraggio (1916)
- Trilby's Love Disaster - cortometraggio (1916)
- Along the Border - cortometraggio (1916)
- Too Many Chefs - cortometraggio (1916)
- The Man Within - cortometraggio (1916)
- The Sheriff's Duty - cortometraggio (1916)
- 5,000 Dollar Elopement (o Five Thousand-Dollar Elopement) - cortometraggio (1916)
- $5,000 Reward - cortometraggio (1916)
- Crooked Trails - cortometraggio (1916)
- Going West to Make Good - cortometraggio (1916)
- The Cowpuncher's Peril - cortometraggio (1916)
- Taking a Chance - cortometraggio (1916)
- The Girl of Gold Gulch - cortometraggio (1916)
- Some Duel - cortometraggio (1916)
- Legal Advice - cortometraggio (1916)
- Shooting Up the Movies - cortometraggio (1916)
- Local Color on the A-1 Ranch - cortometraggio (1916)
- An Angelic Attitude - cortometraggio (1916)
- A Western Masquerade - cortometraggio (1916)
- A Bear of a Story - cortometraggio (1916)
- Roping a Sweetheart - cortometraggio (1916)
- Tom's Strategy - cortometraggio (1916)
- The Taming of Grouchy Bill - cortometraggio (1916)
- The Pony Express Rider - cortometraggio (1916)
- A Corner in Water - cortometraggio (1916)
- The Raiders - cortometraggio (1916)
- The Canby Hill Outlaws - cortometraggio (1916)
- A Mistake in Rustlers - cortometraggio (1916)
- An Eventful Evening - cortometraggio (1916)
- A Close Call - cortometraggio (1916)
- Tom's Sacrifice - cortometraggio (1916)
- The Sheriff's Blunder - cortometraggio (1916)
- Mistakes Will Happen - cortometraggio (1916)
- Twisted Trails - cortometraggio (1916)
- The Golden Thought - cortometraggio (1916)
- The Way of the Redman - cortometraggio (1916)
- The Saddle Girth, co-regia di E.A. Martin - cortometraggio (1917)
- Starring in Western Stuff - cortometraggio (1917)
- The Luck That Jealousy Brought - cortometraggio (1917)
- Who's Your Father? - cortometraggio (1918)
- L'infernale (The Daredevil) (1920)
- Days of Daring - cortometraggio (1920)
- A Child of the Prairie (1925)

### Sceneggiatore
- Why the Sheriff Is a Bachelor, regia di Joseph A. Golden e Tom Mix - cortometraggio (1911)
- The Sheriff and the Rustler, regia di William Duncan - cortometraggio (1913)
- The Escape of Jim Dolan, regia di William Duncan - cortometraggio (1913)
- The Real Thing in Cowboys, regia di Tom Mix - cortometraggio (194)
- The Moving Picture Cowboy, regia di Tom Mix - cortometraggio (1914)
- The Way of the Redman, regia di Tom Mix - cortometraggio (1914)
- The Mexican, regia di Tom Mix - cortometraggio (1914)
- Why the Sheriff Is a Bachelor, regia di Tom Mix - cortometraggio (1914)
- The Telltale Knife, regia di Tom Mix - cortometraggio (1914)
- The Ranger's Romance, regia di Tom Mix - cortometraggio (1914)
- The Sheriff's Reward, regia di Tom Mix - cortometraggio (1914)
- The Scapegoat, regia di Tom Mix - cortometraggio (1914)
- Saved by a Watch, regia di Tom Mix - cortometraggio (1914)
- The Man from the East, regia di Tom Mix - cortometraggio (1914)
- Slim Higgins, regia di Tom Mix - cortometraggio (1915)
- A Child of the Prairie, regia di Tom Mix - cortometraggio, soggetto (1915)
- The Man from Texas, regia di Tom Mix - cortometraggio (1915)
- The Stagecoach Driver and the Girl, regia di Tom Mix - cortometraggio (1915)
- Sage Brush Tom, regia di Tom Mix - cortometraggio (1915)
- Ma's Girls, regia di Tom Mix - cortometraggio (1915)
- Mrs. Murphy's Cooks, regia di Tom Mix - cortometraggio (1915)
- A Matrimonial Boomerang, regia di Tom Mix - cortometraggio (1915)
- Pals in Blue, regia di Tom Mix - cortometraggio (1915)
- Saved by Her Horse, regia di Tom Mix - cortometraggio (1915)
- The Heart of the Sheriff, regia di Tom Mix - cortometraggio (1915)
- With the Aid of the Law, regia di Tom Mix - cortometraggio (1915)
- A Lucky Deal, regia di Tom Mix - cortometraggio (1915)
- Never Again, regia di Tom Mix - cortometraggio (1915)
- How Weary Went Wooing, regia di Tom Mix - cortometraggio (1915)
- The Range Girl and the Cowboy, regia di Tom Mix - cortometraggio (1915)
- The Brave Deserve the Fair, regia di Tom Mix - cortometraggio (1915)
- The Stagecoach Guard, regia di Tom Mix - cortometraggio (1915)
- Athletic Ambitions, regia di Tom Mix - cortometraggio (1915)
- The Man Hunt!, regia di Tom Mix - cortometraggio (1915)
- A Mix-Up in Movies, regia di Tom Mix - cortometraggio (1916)
- Making Good, regia di Tom Mix - cortometraggio (1916)
- The Passing of Pete, regia di Tom Mix - cortometraggio (1916)
- Trilby's Love Disaster, regia di Tom Mix - cortometraggio (1916)
- Along the Border, regia di Tom Mix - cortometraggio (1916)
- Too Many Chefs, regia di Tom Mix - cortometraggio (1916)
- The Sheriff's Duty, regia di Tom Mix - cortometraggio (1916)
- Crooked Trails, regia di Tom Mix - cortometraggio (1916)
- Going West to Make Good, regia di Tom Mix - cortometraggio (1916)
- The Cowpuncher's Peril, regia di Tom Mix - cortometraggio (1916)
- Taking a Chance, regia di Tom Mix - cortometraggio (1916)
- Some Duel, regia di Tom Mix - cortometraggio (1916)
- Legal Advice, regia di Tom Mix - cortometraggio (1916)
- Shooting Up the Movies, regia di Tom Mix - cortometraggio (1916)
- Local Color on the A-1 Ranch, regia di Tom Mix - cortometraggio (1916)
- An Angelic Attitude, regia di Tom Mix - cortometraggio (1916)
- A Western Masquerade, regia di Tom Mix - cortometraggio (1916)
- A Bear of a Story, regia di Tom Mix - cortometraggio (1916)
- Roping a Sweetheart, regia di Tom Mix - cortometraggio (1916)
- Tom's Strategy, regia di Tom Mix - cortometraggio (1916)
- The Taming of Grouchy Bill, regia di Tom Mix - cortometraggio (1916)
- The Pony Express Rider, regia di Tom Mix - cortometraggio (1916)
- A Corner in Water, regia di Tom Mix - cortometraggio (1916)
- The Raiders, regia di Tom Mix - cortometraggio (1916)
- The Canby Hill Outlaws, regia di Tom Mix - cortometraggio (1916)
- A Mistake in Rustlers, regia di Tom Mix - cortometraggio (1916)
- A Close Call, regia di Tom Mix - cortometraggio (1916)
- Tom's Sacrifice, regia di Tom Mix - cortometraggio (1916)
- The Sheriff's Blunder, regia di Tom Mix - cortometraggio (1916)
- Mistakes Will Happen, regia di Tom Mix - cortometraggio (1916)
- Twisted Trails, regia di Tom Mix - cortometraggio (1916)
- Starring in Western Stuff, regia di Tom Mix - cortometraggio (1917)

- The Saddle Girth, regia di E.A. Martin e Tom Mix - cortometraggio (1917)
- The Law North of 65, regia di Colin Campbell - cortometraggio (1917)
- Avvoltoi della foresta (A Ridin' Romeo), regia di George Marshall - soggetto (1921)